# Megabouwwerk

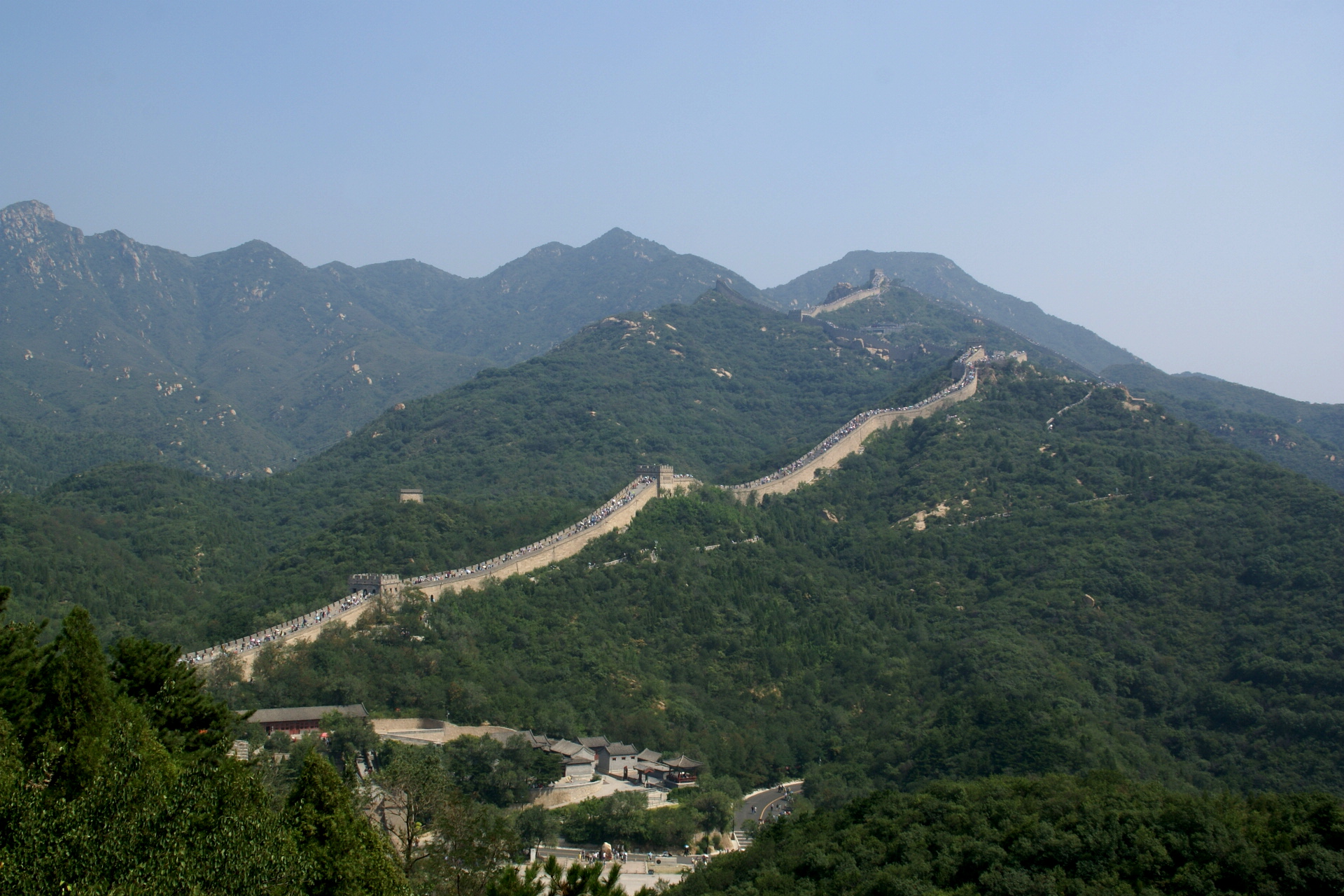
De Chinese Muur is een voorbeeld van een megabouwwerk.

Een megabouwwerk of megastructuur (overgenomen van het Engelse megastructure) is een groot kunstmatig object, hoewel de grenzen van precies hoe groot behoorlijk verschillen. Sommigen passen de term toe op elk bijzonder groot of hoog gebouw. De term megastructure was populair in de jaren 1960, veelal bij ideeën met een sciencefiction-karakter. Zeer grote versies van een arcologie zijn een hiervan een voorbeeld.
Megabouwwerken kunnen ontstaan door processen die gebruik maken van megaschaaltechnologie. In oktober 2015 werd er een onderzoek gepubliceerd waaruit bleek dat Tabby's ster een dermate grote plotselinge, periodieke variatie in helderheid had dat al snel gespeculeerd werd over een megabouwwerk, met name een Dysonbol.

## Voorbeelden
- Chinese Muur
- Large Hadron Collider
- Nieuwe Hollandse Waterlinie[2]
- Sawa's in Cordillera, Filipijnen